# قضاء الحسا
قضاء الحسا قضاء يقع في لواء الحسا، محافظة الطفيلة في الأردن. ينتمي القضاء للواء الحسا الذي يضم قضاء واحد. يقدر عدد سكانه بـ 8157 نسمة حسب إحصاء 2015.

## الوصلات الخارجية
- دائرة الاحصاءات العامة